# Volta a Catalunya de 2002
La Volta a Catalunya 2002 va ser 82a edició de la Volta Ciclista a Catalunya. Es disputà en 7 etapes del 17 al 23 de juny de 2002 amb un total de 713,9 km. El vencedor final fou el salmantí Roberto Heras de l'equip US Postal per davant d'Aitor Garmendia i Luis Pérez.
En el 50è aniversari de la seva primera victòria a la "Volta", l'organització va homenatjar a Miquel Poblet. L'acte va tenir lloc al final de la sisena etapa, a Montcada i Reixac, la seva ciutat natal.
La convocatòria d'una vaga general el dia 20 de juny va fer patir els organitzadors de la UE Sants, però al final l'etapa es va poder disputar sense problemes.
Robert Heras, malgrat no aconseguir cap etapa, es va emportar la victòria final. Era el seu primer triomf des de la Volta a Espanya de 2000 i també la seva primera victòria amb el US Postal.

## Etapes
| Etapa | Data       | Ciutats d'etapa                         | km    | Vencedor de l'etapa        | Líder de la general   |
| ----- | ---------- | --------------------------------------- | ----- | -------------------------- | --------------------- |
| 1a    | 17 de juny | Sant Jaume d'Enveja – Deltebre (CRE)    | 30,9  | US Postal (USA)            | Tom Boonen (BEL)      |
| 2a    | 18 de juny | La Sénia – Les Borges Blanques          | 182,9 | Danilo Hondo (GER)         | George Hincapie (USA) |
| 3a    | 19 de juny | Sant Climent de Taüll – Boí-Taüll (CRI) | 10,8  | Aitor Garmendia (ESP)      | Roberto Heras (ESP)   |
| 4a    | 20 de juny | Barruera - Pal-Arinsal (AND)            | 52,0  | José Antonio Garrido (ESP) | Roberto Heras (ESP)   |
| 5a    | 21 de juny | Andorra la Vella (AND) – Llívia         | 141,3 | José Manuel Maestre (ESP)  | Roberto Heras (ESP)   |
| 6a    | 22 de juny | Llívia – Montcada i Reixac              | 180,1 | Tom Steels (BEL)           | Roberto Heras (ESP)   |
| 7a    | 23 de juny | Montcada i Reixac – Barcelona           | 115,9 | Dmitri Fofónov (KAZ)       | Roberto Heras (ESP)   |

### 1a etapa
17-06-2002: La Sénia – Les Borges Blanques, 182,9 km. (CRE):
|   | Equip            | Nacionalitat | Temps   |
| - | ---------------- | ------------ | ------- |
| 1 | US Postal        | Estats Units | 34' 36" |
| 2 | ONCE-Eroski      | Espanya      | + 3"    |
| 3 | Mapei-Quick Step | Itàlia       | + 10"   |

|   | Ciclista              | Equip     | Temps   |
| - | --------------------- | --------- | ------- |
| 1 | Tom Boonen (BEL)      | US Postal | 34' 36" |
| 2 | George Hincapie (USA) | US Postal | m. t.   |
| 3 | Michael Barry (USA)   | US Postal | m. t.   |

### 2a etapa
18-06-2002: Sant Climent de Taüll – Boí-Taüll, 182,9 km.:
|   | Ciclista           | Equip            | Temps      |
| - | ------------------ | ---------------- | ---------- |
| 1 | Danilo Hondo (GER) | Team Telekom     | 4h 35' 05" |
| 2 | Óscar Freire (ESP) | Mapei-Quick Step | m. t.      |
| 3 | Andrea Tafi (ITA)  | Mapei-Quick Step | m. t.      |

|   | Ciclista                    | Equip     | Temps      |
| - | --------------------------- | --------- | ---------- |
| 1 | George Hincapie (USA)       | US Postal | 5h 09' 41" |
| 2 | Roberto Heras (ESP)         | US Postal | m. t.      |
| 3 | Christian Vande Velde (USA) | US Postal | m. t.      |

### 3a etapa
19-06-2002: Sant Climent de Taüll – Boí-Taüll, 10,8 km. (CRI):
|   | Ciclista                    | Equip         | Temps   |
| - | --------------------------- | ------------- | ------- |
| 1 | Aitor Garmendia (ESP)       | Team Coast    | 22' 16" |
| 2 | Roberto Heras (ESP)         | US Postal     | + 06"   |
| 3 | Raimondas Rumšas (Lituània) | Lampre-Daikin | + 18"   |

|   | Ciclista                    | Equip         | Temps      |
| - | --------------------------- | ------------- | ---------- |
| 1 | Roberto Heras (ESP)         | US Postal     | 5h 32' 03" |
| 2 | Aitor Garmendia (ESP)       | Team Coast    | + 15"      |
| 3 | Raimondas Rumšas (Lituània) | Lampre-Daikin | + 37"      |

### 4a etapa
20-06-2002: Barruera - Pal-Arinsal, 52,0 km.:
|   | Ciclista                   | Equip                    | Temps      |
| - | -------------------------- | ------------------------ | ---------- |
| 1 | José Antonio Garrido (ESP) | Jazztel-Costa de Almeria | 1h 39' 23" |
| 2 | Luis Pérez Rodríguez (ESP) | Team Coast               | m. t.      |
| 3 | Fernando Escartín (ESP)    | Team Coast               | + 28"      |

|   | Ciclista                   | Equip      | Temps      |
| - | -------------------------- | ---------- | ---------- |
| 1 | Roberto Heras (ESP)        | US Postal  | 7h 11' 56" |
| 2 | Aitor Garmendia (ESP)      | Team Coast | + 31"      |
| 3 | Luis Pérez Rodríguez (ESP) | Team Coast | + 44"      |

### 5a etapa
21-06-2002: Andorra la Vella – Llívia, 141,3 km.:
|   | Ciclista                  | Equip              | Temps      |
| - | ------------------------- | ------------------ | ---------- |
| 1 | José Manuel Maestre (ESP) | Relax-Fuenlabrada  | 3h 20' 06" |
| 2 | Alejandro Valverde (ESP)  | Kelme-Costa Blanca | + 26"      |
| 3 | Fernando Escartín (ESP)   | Team Coast         | m. t.      |

|   | Ciclista                   | Equip      | Temps       |
| - | -------------------------- | ---------- | ----------- |
| 1 | Roberto Heras (ESP)        | US Postal  | 10h 32' 28" |
| 2 | Aitor Garmendia (ESP)      | Team Coast | + 31"       |
| 3 | Luis Pérez Rodríguez (ESP) | Team Coast | + 44"       |

### 6a etapa
22-06-2002: Llívia – Montcada i Reixac, 180,1 km.:
|   | Ciclista            | Equip            | Temps       |
| - | ------------------- | ---------------- | ----------- |
| 1 | Tom Steels (BEL)    | Mapei-Quick Step | 4h 10' 40"" |
| 2 | Robbie McEwen (AUS) | Lotto-Adecco     | m. t.       |
| 3 | Fabio Baldato (ITA) | Fassa Bortolo    | m. t.       |

|   | Ciclista                   | Equip      | Temps       |
| - | -------------------------- | ---------- | ----------- |
| 1 | Roberto Heras (ESP)        | US Postal  | 14h 43' 08" |
| 2 | Aitor Garmendia (ESP)      | Team Coast | + 31"       |
| 3 | Luis Pérez Rodríguez (ESP) | Team Coast | + 44"       |

### 7a etapa
23-06-2002: Montcada i Reixac – Barcelona, 115,9 km.:
|   | Ciclista                       | Equip         | Temps       |
| - | ------------------------------ | ------------- | ----------- |
| 1 | Dmitri Fofónov (KAZ)           | Cofidis       | 3h 08' 00"" |
| 2 | Javier Pascual Rodríguez (ESP) | iBanesto.com  | m. t.       |
| 3 | Raimondas Rumšas (Lituània)    | Lampre-Daikin | m. t.       |

|   | Ciclista                   | Equip      | Temps       |
| - | -------------------------- | ---------- | ----------- |
| 1 | Roberto Heras (ESP)        | US Postal  | 17h 27' 20" |
| 2 | Aitor Garmendia (ESP)      | Team Coast | + 31"       |
| 3 | Luis Pérez Rodríguez (ESP) | Team Coast | + 44"       |

## Classificació general
|    | Ciclista                   | Equip                    | Temps       |
| -- | -------------------------- | ------------------------ | ----------- |
| 1  | Roberto Heras (ESP)        | US Postal                | 17h 27' 20" |
| 2  | Aitor Garmendia (ESP)      | Team Coast               | + 31"       |
| 3  | Luis Pérez Rodríguez (ESP) | Team Coast               | + 44"       |
| 4  | Mikel Zarrabeitia (ESP)    | ONCE-Eroski              | + 51"       |
| 5  | Fernando Escartín (ESP)    | Team Coast               | + 1'00"     |
| 6  | Leonardo Piepoli (ITA)     | iBanesto.com             | + 1'04"     |
| 7  | David Plaza (ESP)          | Team Coast               | + 1'38"     |
| 8  | Francisco Mancebo (ESP)    | iBanesto.com             | + 1'47"     |
| 9  | Benjamín Noval (ESP)       | Relax-Fuenlabrada        | + 1'48"     |
| 10 | José Antonio Garrido (ESP) | Jazztel-Costa de Almeria | + 1'51"     |

## Classificacions secundàries
|   | Ciclista                   | Equip                    | Punts    |
| - | -------------------------- | ------------------------ | -------- |
| 1 | José Antonio Garrido (ESP) | Jazztel-Costa de Almeria | 78 punts |
| 2 | Joan Antoni Flecha (ESP)   | iBanesto.com             | 39 punts |
| 3 | Roberto Heras (ESP)        | US Postal                | 39 punts |

|   | Ciclista               | Equip                    | Punts    |
| - | ---------------------- | ------------------------ | -------- |
| 1 | Carles Torrent (ESP)   | Jazztel-Costa de Almeria | 10 punts |
| 2 | Nicola Loda (ITA)      | Fassa Bortolo            | 10 punts |
| 3 | Thierry Marichal (FRA) | Lotto-Adecco             | 6 punts  |

|   | Ciclista                   | Equip                    | Punts    |
| - | -------------------------- | ------------------------ | -------- |
| 1 | Benjamín Noval (ESP)       | Relax-Fuenlabrada        | 54 punts |
| 2 | Fernando Escartín (ESP)    | Team Coast               | 53 punts |
| 3 | José Antonio Garrido (ESP) | Jazztel-Costa De Almeria | 48 punts |

|   | Equip             | Nacionalitat | Temps       |
| - | ----------------- | ------------ | ----------- |
| 1 | Team Coast        | Alemanya     | 52h 24' 11" |
| 2 | iBanesto.com      | Espanya      | + 3'08"     |
| 3 | Relax-Fuenlabrada | Espanya      | + 6'30"     |

## Progrés de les classificacions
Aquesta taula mostra el progrés de les diferents classificacions durant el desenvolupament de la prova.
| Etapa (Guanyador)               | Classificació General | Classificació de la Muntanya | Classificació per Punts | Classificació per equips |
| ------------------------------- | --------------------- | ---------------------------- | ----------------------- | ------------------------ |
| 0Etapa 1 (CRE) (US Postal)      | Tom Boonen            | no es repartiren punts       | no es repartiren punts  | US Postal                |
| 0Etapa 2 (Danilo Hondo)         | George Hincapie       | Thierry Marichal             | Danilo Hondo            | US Postal                |
| 0Etapa 3 (Aitor Garmendia)      | Roberto Heras         | Aitor Garmendia              | Aitor Garmendia         | Team Coast               |
| 0Etapa 4 (José Antonio Garrido) | Roberto Heras         | José Antonio Garrido         | Aitor Garmendia         | Team Coast               |
| 0Etapa 5 (José Manuel Maestre)  | Roberto Heras         | José Antonio Garrido         | Fernando Escartín       | Team Coast               |
| 0Etapa 6 (CRI) (Tom Steels)     | Roberto Heras         | José Antonio Garrido         | Fernando Escartín       | Team Coast               |
| 0Etapa 7 (Dmitri Fofónov)       | Roberto Heras         | José Antonio Garrido         | Benjamín Noval          | Team Coast               |